# ناحیه فریدام، شهرستان کرول، ایلینوی
ناحیه فریدام، شهرستان کرول، ایلینوی (به انگلیسی: Freedom Township) یک منطقهٔ مسکونی در ایالات متحده آمریکا است که در شهرستان کرول، ایلینوی واقع شده‌است. ناحیه فریدام ۶۹۵ نفر جمعیت دارد و ۲۷۰ متر بالاتر از سطح دریا واقع شده‌است.